# Copa Libertadores 2022
Navigation
Édition précédente Édition suivante
La Copa Libertadores 2022 est la 63e édition de la Copa Libertadores. Le club vainqueur de la compétition est désigné champion d'Amérique du Sud 2022. 47 clubs sud-américains y participent. Le vainqueur représente la CONMEBOL lors de la Coupe du monde des clubs 2022 et de la Recopa Sudamericana 2023.
La finale se joue à l'Estadio Monumental Isidro Romero Carbo de Guayaquil, en Équateur.

## Participants
47 équipes provenant de 10 associations membres de la CONMEBOL participent à la Copa Libertadores 2022.
Le format de la saison précédente est reconduit pour cette édition : le nombre de clubs directement admis en phase principale de groupes (32 équipes) est de 28, et la phase qualificative offre 4 places pour cette même phase de groupes.

### Distribution de places
| Associations                           | Places | Phase de groupes | Phase 3 | Phase 2 | Phase 1 |
| -------------------------------------- | ------ | ---------------- | ------- | ------- | ------- |
| Brésil                                 | 7      | 5                | –       | 2       | –       |
| Argentine                              | 6      | 5                | –       | 1       | –       |
| Chili                                  | 4      | 2                | –       | 2       | –       |
| Colombie                               | 4      | 2                | –       | 2       | –       |
| Bolivie                                | 4      | 2                | –       | 1       | 1       |
| Équateur                               | 4      | 2                | –       | 1       | 1       |
| Paraguay                               | 4      | 2                | –       | 1       | 1       |
| Pérou                                  | 4      | 2                | –       | 1       | 1       |
| Uruguay                                | 4      | 2                | –       | 1       | 1       |
| Venezuela                              | 4      | 2                | –       | 1       | 1       |
| Vainqueur de la Copa Libertadores 2021 | 1      | 1                | –       | –       | –       |
| Vainqueur de la Copa Sudamericana 2021 | 1      | 1                | –       | –       | –       |
| Phase antérieure                       | –      | 4                | 8       | 3       | –       |
| Total                                  | 47     | 32               | 8       | 16      | 6       |

### Clubs participants
| Phase de groupes | Phase de groupes | Phase de groupes | Phase de groupes | Phase de groupes | Phase de groupes | Phase de groupes | Phase de groupes | Phase de groupes | Phase de groupes | Phase de groupes | Phase de groupes | Phase de groupes | Phase de groupes | Phase de groupes | Phase de groupes |
| --- | --- | --- | --- | --- | --- | --- | --- | --- | --- | --- | --- | --- | --- | --- | --- |
| - Palmeiras Vainqueur de la Copa Libertadores 2021 - Athletico Paranaense Vainqueur de la Copa Sudamericana 2021 - Atlético Mineiro 1er du Championnat du Brésil de football 2021 - Flamengo 2e du Championnat du Brésil de football 2021 - Fortaleza 4e du Championnat du Brésil de football 2021 - Corinthians 5e du Championnat du Brésil de football 2021 - Red Bull Bragantino 6e du Championnat du Brésil de football 2021 - River Plate Vainqueur du Championnat d'Argentine de football 2021 - Vélez Sarsfield 2e du Championnat d'Argentine de football 2021 - Talleres 3e du Championnat d'Argentine de football 2021 - Boca Juniors Vainqueur de la Coupe d'Argentine de football 2019-2020 - Colón Vainqueur de la Coupe de la Ligue professionnelle argentine de football 2021 - Universidad Católica Vainqueur du Championnat du Chili de football 2021 - Colo-Colo 2e du Championnat du Chili de football 2021 | - Palmeiras Vainqueur de la Copa Libertadores 2021 - Athletico Paranaense Vainqueur de la Copa Sudamericana 2021 - Atlético Mineiro 1er du Championnat du Brésil de football 2021 - Flamengo 2e du Championnat du Brésil de football 2021 - Fortaleza 4e du Championnat du Brésil de football 2021 - Corinthians 5e du Championnat du Brésil de football 2021 - Red Bull Bragantino 6e du Championnat du Brésil de football 2021 - River Plate Vainqueur du Championnat d'Argentine de football 2021 - Vélez Sarsfield 2e du Championnat d'Argentine de football 2021 - Talleres 3e du Championnat d'Argentine de football 2021 - Boca Juniors Vainqueur de la Coupe d'Argentine de football 2019-2020 - Colón Vainqueur de la Coupe de la Ligue professionnelle argentine de football 2021 - Universidad Católica Vainqueur du Championnat du Chili de football 2021 - Colo-Colo 2e du Championnat du Chili de football 2021 | - Palmeiras Vainqueur de la Copa Libertadores 2021 - Athletico Paranaense Vainqueur de la Copa Sudamericana 2021 - Atlético Mineiro 1er du Championnat du Brésil de football 2021 - Flamengo 2e du Championnat du Brésil de football 2021 - Fortaleza 4e du Championnat du Brésil de football 2021 - Corinthians 5e du Championnat du Brésil de football 2021 - Red Bull Bragantino 6e du Championnat du Brésil de football 2021 - River Plate Vainqueur du Championnat d'Argentine de football 2021 - Vélez Sarsfield 2e du Championnat d'Argentine de football 2021 - Talleres 3e du Championnat d'Argentine de football 2021 - Boca Juniors Vainqueur de la Coupe d'Argentine de football 2019-2020 - Colón Vainqueur de la Coupe de la Ligue professionnelle argentine de football 2021 - Universidad Católica Vainqueur du Championnat du Chili de football 2021 - Colo-Colo 2e du Championnat du Chili de football 2021 | - Palmeiras Vainqueur de la Copa Libertadores 2021 - Athletico Paranaense Vainqueur de la Copa Sudamericana 2021 - Atlético Mineiro 1er du Championnat du Brésil de football 2021 - Flamengo 2e du Championnat du Brésil de football 2021 - Fortaleza 4e du Championnat du Brésil de football 2021 - Corinthians 5e du Championnat du Brésil de football 2021 - Red Bull Bragantino 6e du Championnat du Brésil de football 2021 - River Plate Vainqueur du Championnat d'Argentine de football 2021 - Vélez Sarsfield 2e du Championnat d'Argentine de football 2021 - Talleres 3e du Championnat d'Argentine de football 2021 - Boca Juniors Vainqueur de la Coupe d'Argentine de football 2019-2020 - Colón Vainqueur de la Coupe de la Ligue professionnelle argentine de football 2021 - Universidad Católica Vainqueur du Championnat du Chili de football 2021 - Colo-Colo 2e du Championnat du Chili de football 2021 | - Palmeiras Vainqueur de la Copa Libertadores 2021 - Athletico Paranaense Vainqueur de la Copa Sudamericana 2021 - Atlético Mineiro 1er du Championnat du Brésil de football 2021 - Flamengo 2e du Championnat du Brésil de football 2021 - Fortaleza 4e du Championnat du Brésil de football 2021 - Corinthians 5e du Championnat du Brésil de football 2021 - Red Bull Bragantino 6e du Championnat du Brésil de football 2021 - River Plate Vainqueur du Championnat d'Argentine de football 2021 - Vélez Sarsfield 2e du Championnat d'Argentine de football 2021 - Talleres 3e du Championnat d'Argentine de football 2021 - Boca Juniors Vainqueur de la Coupe d'Argentine de football 2019-2020 - Colón Vainqueur de la Coupe de la Ligue professionnelle argentine de football 2021 - Universidad Católica Vainqueur du Championnat du Chili de football 2021 - Colo-Colo 2e du Championnat du Chili de football 2021 | - Palmeiras Vainqueur de la Copa Libertadores 2021 - Athletico Paranaense Vainqueur de la Copa Sudamericana 2021 - Atlético Mineiro 1er du Championnat du Brésil de football 2021 - Flamengo 2e du Championnat du Brésil de football 2021 - Fortaleza 4e du Championnat du Brésil de football 2021 - Corinthians 5e du Championnat du Brésil de football 2021 - Red Bull Bragantino 6e du Championnat du Brésil de football 2021 - River Plate Vainqueur du Championnat d'Argentine de football 2021 - Vélez Sarsfield 2e du Championnat d'Argentine de football 2021 - Talleres 3e du Championnat d'Argentine de football 2021 - Boca Juniors Vainqueur de la Coupe d'Argentine de football 2019-2020 - Colón Vainqueur de la Coupe de la Ligue professionnelle argentine de football 2021 - Universidad Católica Vainqueur du Championnat du Chili de football 2021 - Colo-Colo 2e du Championnat du Chili de football 2021 | - Palmeiras Vainqueur de la Copa Libertadores 2021 - Athletico Paranaense Vainqueur de la Copa Sudamericana 2021 - Atlético Mineiro 1er du Championnat du Brésil de football 2021 - Flamengo 2e du Championnat du Brésil de football 2021 - Fortaleza 4e du Championnat du Brésil de football 2021 - Corinthians 5e du Championnat du Brésil de football 2021 - Red Bull Bragantino 6e du Championnat du Brésil de football 2021 - River Plate Vainqueur du Championnat d'Argentine de football 2021 - Vélez Sarsfield 2e du Championnat d'Argentine de football 2021 - Talleres 3e du Championnat d'Argentine de football 2021 - Boca Juniors Vainqueur de la Coupe d'Argentine de football 2019-2020 - Colón Vainqueur de la Coupe de la Ligue professionnelle argentine de football 2021 - Universidad Católica Vainqueur du Championnat du Chili de football 2021 - Colo-Colo 2e du Championnat du Chili de football 2021 | - Palmeiras Vainqueur de la Copa Libertadores 2021 - Athletico Paranaense Vainqueur de la Copa Sudamericana 2021 - Atlético Mineiro 1er du Championnat du Brésil de football 2021 - Flamengo 2e du Championnat du Brésil de football 2021 - Fortaleza 4e du Championnat du Brésil de football 2021 - Corinthians 5e du Championnat du Brésil de football 2021 - Red Bull Bragantino 6e du Championnat du Brésil de football 2021 - River Plate Vainqueur du Championnat d'Argentine de football 2021 - Vélez Sarsfield 2e du Championnat d'Argentine de football 2021 - Talleres 3e du Championnat d'Argentine de football 2021 - Boca Juniors Vainqueur de la Coupe d'Argentine de football 2019-2020 - Colón Vainqueur de la Coupe de la Ligue professionnelle argentine de football 2021 - Universidad Católica Vainqueur du Championnat du Chili de football 2021 - Colo-Colo 2e du Championnat du Chili de football 2021 | - Deportes Tolima Vainqueur du Tournoi d'ouverture du championnat de Colombie de football 2021 - Asociación Deportivo Cali Vainqueur du Tournoi de clôture du championnat de Colombie de football 2021 - Independiente Petrolero Vainqueur du Tournoi d'ouverture du championnat de Bolivie 2021 - Always Ready 2e Tournoi d'ouverture du championnat de Bolivie 2021 - Independiente del Valle Vainqueur du Championnat d'Équateur de football 2021 - Emelec 2e du Championnat d'Équateur de football 2021 - Cerro Porteño Vainqueur du Championnat du Paraguay de football 2021 - Libertad Vainqueur du Championnat du Paraguay de football 2021 - Alianza Lima Vainqueur du Championnat du Pérou de football 2021 - Sporting Cristal 2e du Championnat du Pérou de football 2021 - Peñarol Vainqueur du Championnat d'Uruguay de football 2021 - Nacional 2e du Championnat d'Uruguay de football 2021 - Deportivo Táchira Vainqueur du Championnat du Venezuela de football 2021 - Caracas FC 2e du Championnat du Venezuela de football 2021 | - Deportes Tolima Vainqueur du Tournoi d'ouverture du championnat de Colombie de football 2021 - Asociación Deportivo Cali Vainqueur du Tournoi de clôture du championnat de Colombie de football 2021 - Independiente Petrolero Vainqueur du Tournoi d'ouverture du championnat de Bolivie 2021 - Always Ready 2e Tournoi d'ouverture du championnat de Bolivie 2021 - Independiente del Valle Vainqueur du Championnat d'Équateur de football 2021 - Emelec 2e du Championnat d'Équateur de football 2021 - Cerro Porteño Vainqueur du Championnat du Paraguay de football 2021 - Libertad Vainqueur du Championnat du Paraguay de football 2021 - Alianza Lima Vainqueur du Championnat du Pérou de football 2021 - Sporting Cristal 2e du Championnat du Pérou de football 2021 - Peñarol Vainqueur du Championnat d'Uruguay de football 2021 - Nacional 2e du Championnat d'Uruguay de football 2021 - Deportivo Táchira Vainqueur du Championnat du Venezuela de football 2021 - Caracas FC 2e du Championnat du Venezuela de football 2021 | - Deportes Tolima Vainqueur du Tournoi d'ouverture du championnat de Colombie de football 2021 - Asociación Deportivo Cali Vainqueur du Tournoi de clôture du championnat de Colombie de football 2021 - Independiente Petrolero Vainqueur du Tournoi d'ouverture du championnat de Bolivie 2021 - Always Ready 2e Tournoi d'ouverture du championnat de Bolivie 2021 - Independiente del Valle Vainqueur du Championnat d'Équateur de football 2021 - Emelec 2e du Championnat d'Équateur de football 2021 - Cerro Porteño Vainqueur du Championnat du Paraguay de football 2021 - Libertad Vainqueur du Championnat du Paraguay de football 2021 - Alianza Lima Vainqueur du Championnat du Pérou de football 2021 - Sporting Cristal 2e du Championnat du Pérou de football 2021 - Peñarol Vainqueur du Championnat d'Uruguay de football 2021 - Nacional 2e du Championnat d'Uruguay de football 2021 - Deportivo Táchira Vainqueur du Championnat du Venezuela de football 2021 - Caracas FC 2e du Championnat du Venezuela de football 2021 | - Deportes Tolima Vainqueur du Tournoi d'ouverture du championnat de Colombie de football 2021 - Asociación Deportivo Cali Vainqueur du Tournoi de clôture du championnat de Colombie de football 2021 - Independiente Petrolero Vainqueur du Tournoi d'ouverture du championnat de Bolivie 2021 - Always Ready 2e Tournoi d'ouverture du championnat de Bolivie 2021 - Independiente del Valle Vainqueur du Championnat d'Équateur de football 2021 - Emelec 2e du Championnat d'Équateur de football 2021 - Cerro Porteño Vainqueur du Championnat du Paraguay de football 2021 - Libertad Vainqueur du Championnat du Paraguay de football 2021 - Alianza Lima Vainqueur du Championnat du Pérou de football 2021 - Sporting Cristal 2e du Championnat du Pérou de football 2021 - Peñarol Vainqueur du Championnat d'Uruguay de football 2021 - Nacional 2e du Championnat d'Uruguay de football 2021 - Deportivo Táchira Vainqueur du Championnat du Venezuela de football 2021 - Caracas FC 2e du Championnat du Venezuela de football 2021 | - Deportes Tolima Vainqueur du Tournoi d'ouverture du championnat de Colombie de football 2021 - Asociación Deportivo Cali Vainqueur du Tournoi de clôture du championnat de Colombie de football 2021 - Independiente Petrolero Vainqueur du Tournoi d'ouverture du championnat de Bolivie 2021 - Always Ready 2e Tournoi d'ouverture du championnat de Bolivie 2021 - Independiente del Valle Vainqueur du Championnat d'Équateur de football 2021 - Emelec 2e du Championnat d'Équateur de football 2021 - Cerro Porteño Vainqueur du Championnat du Paraguay de football 2021 - Libertad Vainqueur du Championnat du Paraguay de football 2021 - Alianza Lima Vainqueur du Championnat du Pérou de football 2021 - Sporting Cristal 2e du Championnat du Pérou de football 2021 - Peñarol Vainqueur du Championnat d'Uruguay de football 2021 - Nacional 2e du Championnat d'Uruguay de football 2021 - Deportivo Táchira Vainqueur du Championnat du Venezuela de football 2021 - Caracas FC 2e du Championnat du Venezuela de football 2021 | - Deportes Tolima Vainqueur du Tournoi d'ouverture du championnat de Colombie de football 2021 - Asociación Deportivo Cali Vainqueur du Tournoi de clôture du championnat de Colombie de football 2021 - Independiente Petrolero Vainqueur du Tournoi d'ouverture du championnat de Bolivie 2021 - Always Ready 2e Tournoi d'ouverture du championnat de Bolivie 2021 - Independiente del Valle Vainqueur du Championnat d'Équateur de football 2021 - Emelec 2e du Championnat d'Équateur de football 2021 - Cerro Porteño Vainqueur du Championnat du Paraguay de football 2021 - Libertad Vainqueur du Championnat du Paraguay de football 2021 - Alianza Lima Vainqueur du Championnat du Pérou de football 2021 - Sporting Cristal 2e du Championnat du Pérou de football 2021 - Peñarol Vainqueur du Championnat d'Uruguay de football 2021 - Nacional 2e du Championnat d'Uruguay de football 2021 - Deportivo Táchira Vainqueur du Championnat du Venezuela de football 2021 - Caracas FC 2e du Championnat du Venezuela de football 2021 | - Deportes Tolima Vainqueur du Tournoi d'ouverture du championnat de Colombie de football 2021 - Asociación Deportivo Cali Vainqueur du Tournoi de clôture du championnat de Colombie de football 2021 - Independiente Petrolero Vainqueur du Tournoi d'ouverture du championnat de Bolivie 2021 - Always Ready 2e Tournoi d'ouverture du championnat de Bolivie 2021 - Independiente del Valle Vainqueur du Championnat d'Équateur de football 2021 - Emelec 2e du Championnat d'Équateur de football 2021 - Cerro Porteño Vainqueur du Championnat du Paraguay de football 2021 - Libertad Vainqueur du Championnat du Paraguay de football 2021 - Alianza Lima Vainqueur du Championnat du Pérou de football 2021 - Sporting Cristal 2e du Championnat du Pérou de football 2021 - Peñarol Vainqueur du Championnat d'Uruguay de football 2021 - Nacional 2e du Championnat d'Uruguay de football 2021 - Deportivo Táchira Vainqueur du Championnat du Venezuela de football 2021 - Caracas FC 2e du Championnat du Venezuela de football 2021 | - Deportes Tolima Vainqueur du Tournoi d'ouverture du championnat de Colombie de football 2021 - Asociación Deportivo Cali Vainqueur du Tournoi de clôture du championnat de Colombie de football 2021 - Independiente Petrolero Vainqueur du Tournoi d'ouverture du championnat de Bolivie 2021 - Always Ready 2e Tournoi d'ouverture du championnat de Bolivie 2021 - Independiente del Valle Vainqueur du Championnat d'Équateur de football 2021 - Emelec 2e du Championnat d'Équateur de football 2021 - Cerro Porteño Vainqueur du Championnat du Paraguay de football 2021 - Libertad Vainqueur du Championnat du Paraguay de football 2021 - Alianza Lima Vainqueur du Championnat du Pérou de football 2021 - Sporting Cristal 2e du Championnat du Pérou de football 2021 - Peñarol Vainqueur du Championnat d'Uruguay de football 2021 - Nacional 2e du Championnat d'Uruguay de football 2021 - Deportivo Táchira Vainqueur du Championnat du Venezuela de football 2021 - Caracas FC 2e du Championnat du Venezuela de football 2021 |
| Troisième tour préliminaire | | | | | | | | | | | | | | | |
| Aucune entrée | | | | | | | | | | | | | | | |
| Deuxième tour préliminaire | | | | | | | | | | | | | | | |
| - Fluminense 7e du Championnat du Brésil de football 2021 - América Mineiro 8e du Championnat du Brésil de football 2021 - Estudiantes de La Plata 5e du Championnat d'Argentine de football 2021 - Audax Italiano 3e du Championnat du Chili de football 2021 - CD Everton Finaliste de la Coupe du Chili de football 2021 - Millonarios Fútbol Club 3e du Championnat de Colombie de football 2021 - Atlético Nacional Vainqueur de la Coupe de Colombie de football 2021 | - Fluminense 7e du Championnat du Brésil de football 2021 - América Mineiro 8e du Championnat du Brésil de football 2021 - Estudiantes de La Plata 5e du Championnat d'Argentine de football 2021 - Audax Italiano 3e du Championnat du Chili de football 2021 - CD Everton Finaliste de la Coupe du Chili de football 2021 - Millonarios Fútbol Club 3e du Championnat de Colombie de football 2021 - Atlético Nacional Vainqueur de la Coupe de Colombie de football 2021 | - Fluminense 7e du Championnat du Brésil de football 2021 - América Mineiro 8e du Championnat du Brésil de football 2021 - Estudiantes de La Plata 5e du Championnat d'Argentine de football 2021 - Audax Italiano 3e du Championnat du Chili de football 2021 - CD Everton Finaliste de la Coupe du Chili de football 2021 - Millonarios Fútbol Club 3e du Championnat de Colombie de football 2021 - Atlético Nacional Vainqueur de la Coupe de Colombie de football 2021 | - Fluminense 7e du Championnat du Brésil de football 2021 - América Mineiro 8e du Championnat du Brésil de football 2021 - Estudiantes de La Plata 5e du Championnat d'Argentine de football 2021 - Audax Italiano 3e du Championnat du Chili de football 2021 - CD Everton Finaliste de la Coupe du Chili de football 2021 - Millonarios Fútbol Club 3e du Championnat de Colombie de football 2021 - Atlético Nacional Vainqueur de la Coupe de Colombie de football 2021 | - Fluminense 7e du Championnat du Brésil de football 2021 - América Mineiro 8e du Championnat du Brésil de football 2021 - Estudiantes de La Plata 5e du Championnat d'Argentine de football 2021 - Audax Italiano 3e du Championnat du Chili de football 2021 - CD Everton Finaliste de la Coupe du Chili de football 2021 - Millonarios Fútbol Club 3e du Championnat de Colombie de football 2021 - Atlético Nacional Vainqueur de la Coupe de Colombie de football 2021 | - Fluminense 7e du Championnat du Brésil de football 2021 - América Mineiro 8e du Championnat du Brésil de football 2021 - Estudiantes de La Plata 5e du Championnat d'Argentine de football 2021 - Audax Italiano 3e du Championnat du Chili de football 2021 - CD Everton Finaliste de la Coupe du Chili de football 2021 - Millonarios Fútbol Club 3e du Championnat de Colombie de football 2021 - Atlético Nacional Vainqueur de la Coupe de Colombie de football 2021 | - Fluminense 7e du Championnat du Brésil de football 2021 - América Mineiro 8e du Championnat du Brésil de football 2021 - Estudiantes de La Plata 5e du Championnat d'Argentine de football 2021 - Audax Italiano 3e du Championnat du Chili de football 2021 - CD Everton Finaliste de la Coupe du Chili de football 2021 - Millonarios Fútbol Club 3e du Championnat de Colombie de football 2021 - Atlético Nacional Vainqueur de la Coupe de Colombie de football 2021 | - Fluminense 7e du Championnat du Brésil de football 2021 - América Mineiro 8e du Championnat du Brésil de football 2021 - Estudiantes de La Plata 5e du Championnat d'Argentine de football 2021 - Audax Italiano 3e du Championnat du Chili de football 2021 - CD Everton Finaliste de la Coupe du Chili de football 2021 - Millonarios Fútbol Club 3e du Championnat de Colombie de football 2021 - Atlético Nacional Vainqueur de la Coupe de Colombie de football 2021 | - The Strongest 3e Tournoi d'ouverture du championnat de Bolivie 2021 - Universidad Católica 3e du Championnat d'Équateur de football 2021 - Guaraní 3e du Tournoi de clôture du championnat du Paraguay 2021 - Universitario de Deportes 3e du Championnat du Pérou de football 2021 - Plaza Colonia 3e du Championnat d'Uruguay de football 2021 - Monagas SC 3e du Classement cumulé du championnat du Venezuela 2021 | - The Strongest 3e Tournoi d'ouverture du championnat de Bolivie 2021 - Universidad Católica 3e du Championnat d'Équateur de football 2021 - Guaraní 3e du Tournoi de clôture du championnat du Paraguay 2021 - Universitario de Deportes 3e du Championnat du Pérou de football 2021 - Plaza Colonia 3e du Championnat d'Uruguay de football 2021 - Monagas SC 3e du Classement cumulé du championnat du Venezuela 2021 | - The Strongest 3e Tournoi d'ouverture du championnat de Bolivie 2021 - Universidad Católica 3e du Championnat d'Équateur de football 2021 - Guaraní 3e du Tournoi de clôture du championnat du Paraguay 2021 - Universitario de Deportes 3e du Championnat du Pérou de football 2021 - Plaza Colonia 3e du Championnat d'Uruguay de football 2021 - Monagas SC 3e du Classement cumulé du championnat du Venezuela 2021 | - The Strongest 3e Tournoi d'ouverture du championnat de Bolivie 2021 - Universidad Católica 3e du Championnat d'Équateur de football 2021 - Guaraní 3e du Tournoi de clôture du championnat du Paraguay 2021 - Universitario de Deportes 3e du Championnat du Pérou de football 2021 - Plaza Colonia 3e du Championnat d'Uruguay de football 2021 - Monagas SC 3e du Classement cumulé du championnat du Venezuela 2021 | - The Strongest 3e Tournoi d'ouverture du championnat de Bolivie 2021 - Universidad Católica 3e du Championnat d'Équateur de football 2021 - Guaraní 3e du Tournoi de clôture du championnat du Paraguay 2021 - Universitario de Deportes 3e du Championnat du Pérou de football 2021 - Plaza Colonia 3e du Championnat d'Uruguay de football 2021 - Monagas SC 3e du Classement cumulé du championnat du Venezuela 2021 | - The Strongest 3e Tournoi d'ouverture du championnat de Bolivie 2021 - Universidad Católica 3e du Championnat d'Équateur de football 2021 - Guaraní 3e du Tournoi de clôture du championnat du Paraguay 2021 - Universitario de Deportes 3e du Championnat du Pérou de football 2021 - Plaza Colonia 3e du Championnat d'Uruguay de football 2021 - Monagas SC 3e du Classement cumulé du championnat du Venezuela 2021 | - The Strongest 3e Tournoi d'ouverture du championnat de Bolivie 2021 - Universidad Católica 3e du Championnat d'Équateur de football 2021 - Guaraní 3e du Tournoi de clôture du championnat du Paraguay 2021 - Universitario de Deportes 3e du Championnat du Pérou de football 2021 - Plaza Colonia 3e du Championnat d'Uruguay de football 2021 - Monagas SC 3e du Classement cumulé du championnat du Venezuela 2021 | - The Strongest 3e Tournoi d'ouverture du championnat de Bolivie 2021 - Universidad Católica 3e du Championnat d'Équateur de football 2021 - Guaraní 3e du Tournoi de clôture du championnat du Paraguay 2021 - Universitario de Deportes 3e du Championnat du Pérou de football 2021 - Plaza Colonia 3e du Championnat d'Uruguay de football 2021 - Monagas SC 3e du Classement cumulé du championnat du Venezuela 2021 |
| Premier tour préliminaire | | | | | | | | | | | | | | | |
| - Club Bolívar 4e du Tournoi d'ouverture du championnat de Bolivie 2021 - Barcelona SC 4e du Championnat d'Équateur de football 2021 - Olimpia 4e du Tournoi de clôture du championnat du Paraguay 2021 | - Club Bolívar 4e du Tournoi d'ouverture du championnat de Bolivie 2021 - Barcelona SC 4e du Championnat d'Équateur de football 2021 - Olimpia 4e du Tournoi de clôture du championnat du Paraguay 2021 | - Club Bolívar 4e du Tournoi d'ouverture du championnat de Bolivie 2021 - Barcelona SC 4e du Championnat d'Équateur de football 2021 - Olimpia 4e du Tournoi de clôture du championnat du Paraguay 2021 | - Club Bolívar 4e du Tournoi d'ouverture du championnat de Bolivie 2021 - Barcelona SC 4e du Championnat d'Équateur de football 2021 - Olimpia 4e du Tournoi de clôture du championnat du Paraguay 2021 | - Club Bolívar 4e du Tournoi d'ouverture du championnat de Bolivie 2021 - Barcelona SC 4e du Championnat d'Équateur de football 2021 - Olimpia 4e du Tournoi de clôture du championnat du Paraguay 2021 | - Club Bolívar 4e du Tournoi d'ouverture du championnat de Bolivie 2021 - Barcelona SC 4e du Championnat d'Équateur de football 2021 - Olimpia 4e du Tournoi de clôture du championnat du Paraguay 2021 | - Club Bolívar 4e du Tournoi d'ouverture du championnat de Bolivie 2021 - Barcelona SC 4e du Championnat d'Équateur de football 2021 - Olimpia 4e du Tournoi de clôture du championnat du Paraguay 2021 | - Club Bolívar 4e du Tournoi d'ouverture du championnat de Bolivie 2021 - Barcelona SC 4e du Championnat d'Équateur de football 2021 - Olimpia 4e du Tournoi de clôture du championnat du Paraguay 2021 | - Universidad César Vallejo 4e du Championnat du Pérou de football 2021 - Montevideo City Torque 4e du Championnat d'Uruguay de football 2021 - Deportivo Lara 4e du Classement cumulé du championnat du Venezuela 2021 | - Universidad César Vallejo 4e du Championnat du Pérou de football 2021 - Montevideo City Torque 4e du Championnat d'Uruguay de football 2021 - Deportivo Lara 4e du Classement cumulé du championnat du Venezuela 2021 | - Universidad César Vallejo 4e du Championnat du Pérou de football 2021 - Montevideo City Torque 4e du Championnat d'Uruguay de football 2021 - Deportivo Lara 4e du Classement cumulé du championnat du Venezuela 2021 | - Universidad César Vallejo 4e du Championnat du Pérou de football 2021 - Montevideo City Torque 4e du Championnat d'Uruguay de football 2021 - Deportivo Lara 4e du Classement cumulé du championnat du Venezuela 2021 | - Universidad César Vallejo 4e du Championnat du Pérou de football 2021 - Montevideo City Torque 4e du Championnat d'Uruguay de football 2021 - Deportivo Lara 4e du Classement cumulé du championnat du Venezuela 2021 | - Universidad César Vallejo 4e du Championnat du Pérou de football 2021 - Montevideo City Torque 4e du Championnat d'Uruguay de football 2021 - Deportivo Lara 4e du Classement cumulé du championnat du Venezuela 2021 | - Universidad César Vallejo 4e du Championnat du Pérou de football 2021 - Montevideo City Torque 4e du Championnat d'Uruguay de football 2021 - Deportivo Lara 4e du Classement cumulé du championnat du Venezuela 2021 | - Universidad César Vallejo 4e du Championnat du Pérou de football 2021 - Montevideo City Torque 4e du Championnat d'Uruguay de football 2021 - Deportivo Lara 4e du Classement cumulé du championnat du Venezuela 2021 |

## Phase préliminaire

### Premier tour préliminaire
Les équipes classées 4e des six nations les moins performantes (Bolivie, Uruguay, Équateur, Pérou, Paraguay et Venezuela) entrent en lice pour décrocher l'une des trois places pour le deuxième tour préliminaire.
Les matchs se déroulent du 8 février 2022 au 16 février 2022.
| Match | Équipe 1                  | Résultat          | Équipe 2     | Aller | Retour |
| ----- | ------------------------- | ----------------- | ------------ | ----- | ------ |
| E1    | Montevideo City Torque    | 1 - 1 (7 - 8 tab) | Barcelona SC | 1 - 1 | 0 - 0  |
| E2    | Deportivo Lara            | 2 - 7             | Club Bolívar | 2 - 3 | 0 - 4  |
| E3    | Universidad César Vallejo | 0 - 3             | Olimpia      | 0 - 1 | 0 - 2  |

### Deuxième tour préliminaire
Les trois équipes qualifiées rejoignent treize clubs entrant en lice lors de ce deuxième tour.
Les matchs se déroulent du 22 février au 3 mars 2022.
| Match | Équipe 1                | Résultat          | Équipe 2                  | Aller | Retour |
| ----- | ----------------------- | ----------------- | ------------------------- | ----- | ------ |
| C1    | Millonarios Fútbol Club | 1 - 4             | Fluminense                | 1 - 2 | 0 - 2  |
| C2    | Audax Italiano          | 1 - 2             | Estudiantes de La Plata   | 1 - 0 | 0 - 2  |
| C3    | Club Bolívar            | 1 - 3             | Universidad Católica      | 1 - 1 | 0 - 2  |
| C4    | América Mineiro         | 3 - 3 (5 - 4 tab) | Club Guaraní              | 0 - 1 | 3 - 2  |
| C5    | Barcelona SC            | 3 - 0             | Universitario de Deportes | 2 - 0 | 1 - 0  |
| C6    | Plaza Colonia           | 2 - 3             | The Strongest             | 2 - 0 | 0 - 3  |
| C7    | CD Everton              | 3 - 1             | Monagas SC                | 3 - 0 | 0 - 1  |
| C8    | Olimpia                 | 4 - 1             | Atlético Nacional         | 3 - 1 | 1 - 1  |

### Troisième tour préliminaire
Les huit clubs qualifiés s'affrontent pour déterminer les quatre équipes qualifiées pour la phase de groupes. Les perdants sont repêchés en Copa Sudamericana 2022.
Les matchs se déroulent du 8 au 17 mars 2022.
| Match | Équipe 1             | Résultat          | Équipe 2                | Aller | Retour |
| ----- | -------------------- | ----------------- | ----------------------- | ----- | ------ |
| G1    | América Mineiro      | 0 - 0 (5 - 4 tab) | Barcelona SC            | 0 - 0 | 0 - 0  |
| G2    | CD Everton           | 0 - 2             | Estudiantes de La Plata | 0 - 1 | 0 - 1  |
| G3    | Fluminense           | 3 - 3 (1 - 4 tab) | Olimpia                 | 3 - 1 | 0 - 2  |
| G4    | Universidad Católica | 1 - 2             | The Strongest           | 0 - 0 | 1 - 2  |

### Phase de groupes
Les quatre qualifiés via les tours préliminaires rejoignent les 28 équipes entrant en lice lors de la phase de poules. Les 32 formations sont réparties en huit poules de quatre et s'affrontent à deux reprises. Les deux premiers se qualifient pour les huitièmes de finale, les huit troisièmes sont repêchés en Copa Sudamericana 2022 et les quatrièmes sont éliminés.
Légende des classements
- Qualifié pour les huitièmes de finale
- Repêché en Copa Sudamericana 2022

#### Groupe A
| Rang | Équipe                  | Pts | J | G | N | P | Bp | Bc | Diff |  | Résultats (▼ dom., ► ext.) |     |     |     |     |
| ---- | ----------------------- | --- | - | - | - | - | -- | -- | ---- |  | -------------------------- | --- | --- | --- | --- |
| 1    | Palmeiras               | 18  | 6 | 6 | 0 | 0 | 25 | 3  | +22  |  | Palmeiras                  |     | 4-1 | 1-0 | 8-1 |
| 2    | Emelec                  | 8   | 6 | 2 | 2 | 2 | 14 | 7  | +7   |  | Emelec                     | 1-3 | 1-1 |     | 7-0 |
| 3    | Deportivo Táchira FC    | 7   | 6 | 2 | 1 | 3 | 8  | 14 | -6   |  | Deportivo Táchira FC       | 0-4 |     | 1-4 | 3-0 |
| 4    | Independiente Petrolero | 1   | 6 | 0 | 1 | 7 | 3  | 26 | -23  |  | Independiente Petrolero    | 0-5 | 1-2 | 1-1 |     |

#### Groupe B
| Rang | Équipe               | Pts | J | G | N | P | Bp | Bc | Diff |  | Résultats (▼ dom., ► ext.) |     |     |     |     |
| ---- | -------------------- | --- | - | - | - | - | -- | -- | ---- |  | -------------------------- | --- | --- | --- | --- |
| 1    | Libertad             | 10  | 6 | 3 | 1 | 2 | 8  | 6  | +2   |  | Libertad                   |     | 1-0 | 4-1 | 2-1 |
| 2    | Athletico Paranaense | 10  | 6 | 3 | 1 | 2 | 8  | 7  | +1   |  | Athletico Paranaense       | 2-0 |     | 1-0 | 5-1 |
| 3    | The Strongest        | 6   | 6 | 1 | 3 | 2 | 8  | 7  | +1   |  | The Strongest              | 1-1 | 5-0 |     | 1-1 |
| 4    | Caracas FC           | 6   | 6 | 1 | 3 | 2 | 4  | 8  | -4   |  | Caracas FC                 | 1-0 | 0-0 | 0-0 |     |

#### Groupe C
| Rang | Équipe                  | Pts | J | G | N | P | Bp | Bc | Diff |  | Résultats (▼ dom., ► ext.) |     |     |     |     |
| ---- | ----------------------- | --- | - | - | - | - | -- | -- | ---- |  | -------------------------- | --- | --- | --- | --- |
| 1    | Estudiantes de La Plata | 13  | 6 | 4 | 1 | 1 | 8  | 5  | +3   |  | Estudiantes de La Plata    |     | 4-1 | 1-0 | 2-0 |
| 2    | Vélez Sarsfield         | 8   | 6 | 2 | 2 | 2 | 12 | 11 | +1   |  | Vélez Sarsfield            | 4-0 |     | 1-2 | 2-2 |
| 3    | Nacional                | 7   | 6 | 2 | 1 | 3 | 7  | 7  | 0    |  | Nacional                   | 0-0 | 2-3 |     | 3-0 |
| 4    | Red Bull Bragantino     | 5   | 6 | 1 | 2 | 3 | 5  | 9  | -4   |  | Red Bull Bragantino        | 0-1 | 1-1 | 2-0 |     |

#### Groupe D
| Rang | Équipe                  | Pts | J | G | N | P | Bp | Bc | Diff |  | Résultats (▼ dom., ► ext.) |     |     |     |     |
| ---- | ----------------------- | --- | - | - | - | - | -- | -- | ---- |  | -------------------------- | --- | --- | --- | --- |
| 1    | Atlético Mineiro        | 11  | 6 | 3 | 2 | 1 | 10 | 6  | +4   |  | Atlético Mineiro           |     | 1-2 | 3-1 | 1-1 |
| 2    | Deportes Tolima         | 11  | 6 | 3 | 2 | 1 | 10 | 9  | +1   |  | Deportes Tolima            | 0-2 |     | 1-0 | 2-2 |
| 3    | Independiente del Valle | 8   | 6 | 2 | 2 | 2 | 9  | 7  | +2   |  | Independiente del Valle    | 1-1 | 2-2 |     | 3-0 |
| 4    | América Mineiro         | 2   | 6 | 0 | 2 | 4 | 6  | 13 | -7   |  | América Mineiro            | 1-2 | 2-3 | 0-2 |     |

#### Groupe E
| Rang | Équipe            | Pts | J | G | N | P | Bp | Bc | Diff |  | Résultats (▼ dom., ► ext.) |     |     |     |     |
| ---- | ----------------- | --- | - | - | - | - | -- | -- | ---- |  | -------------------------- | --- | --- | --- | --- |
| 1    | Boca Juniors      | 10  | 6 | 3 | 1 | 2 | 5  | 5  | 0    |  | Boca Juniors               |     | 1-1 | 1-0 | 2-0 |
| 2    | Corinthians       | 9   | 6 | 2 | 3 | 1 | 5  | 4  | +1   |  | Corinthians                | 2-0 |     | 1-0 | 1-1 |
| 3    | A. Deportivo Cali | 8   | 6 | 2 | 2 | 2 | 7  | 4  | +3   |  | A. Deportivo Cali          | 2-0 | 0-0 |     | 3-0 |
| 4    | Always Ready      | 5   | 6 | 1 | 2 | 3 | 5  | 9  | -4   |  | Always Ready               | 0-1 | 2-0 | 2-2 |     |

#### Groupe F
| Rang | Équipe       | Pts | J | G | N | P | Bp | Bc | Diff |  | Résultats (▼ dom., ► ext.) |     |     |     |     |
| ---- | ------------ | --- | - | - | - | - | -- | -- | ---- |  | -------------------------- | --- | --- | --- | --- |
| 1    | River Plate  | 16  | 6 | 5 | 1 | 0 | 18 | 3  | +15  |  | River Plate                |     | 2-0 | 4-0 | 8-1 |
| 2    | Fortaleza    | 10  | 6 | 3 | 1 | 2 | 10 | 9  | +1   |  | Fortaleza                  | 1-1 |     | 1-2 | 2-1 |
| 3    | Colo-Colo    | 7   | 6 | 2 | 1 | 3 | 9  | 13 | -4   |  | Colo-Colo                  | 1-2 | 3-4 |     | 2-1 |
| 4    | Alianza Lima | 1   | 6 | 0 | 1 | 5 | 4  | 16 | -12  |  | Alianza Lima               | 0-1 | 0-2 | 1-1 |     |

#### Groupe G
| Rang | Équipe        | Pts | J | G | N | P | Bp | Bc | Diff |  | Résultats (▼ dom., ► ext.) |     |     |     |     |
| ---- | ------------- | --- | - | - | - | - | -- | -- | ---- |  | -------------------------- | --- | --- | --- | --- |
| 1    | Colón         | 10  | 6 | 3 | 1 | 2 | 8  | 8  | 0    |  | Colón                      |     | 2-1 | 2-1 | 2-1 |
| 2    | Cerro Porteño | 8   | 6 | 2 | 2 | 2 | 5  | 4  | +1   |  | Cerro Porteño              | 3-1 |     | 0-1 | 1-0 |
| 3    | Olimpia       | 8   | 6 | 2 | 2 | 2 | 4  | 4  | 0    |  | Olimpia                    | 0-0 | 0-0 |     | 1-0 |
| 4    | Peñarol       | 7   | 6 | 2 | 1 | 3 | 5  | 6  | -1   |  | Peñarol                    | 2-1 | 0-0 | 2-1 |     |

#### Groupe H
| Rang | Équipe               | Pts | J | G | N | P | Bp | Bc | Diff |  | Résultats (▼ dom., ► ext.) |     |     |     |     |
| ---- | -------------------- | --- | - | - | - | - | -- | -- | ---- |  | -------------------------- | --- | --- | --- | --- |
| 1    | Flamengo             | 16  | 6 | 5 | 1 | 0 | 15 | 6  | +9   |  | Flamengo                   |     | 3-1 | 3-0 | 2-1 |
| 2    | Talleres             | 11  | 6 | 3 | 2 | 1 | 6  | 5  | +1   |  | Talleres                   | 2-2 |     | 1-0 | 1-0 |
| 3    | Universidad Católica | 4   | 6 | 1 | 1 | 4 | 5  | 10 | -5   |  | Universidad Católica       | 2-3 | 0-1 |     | 2-1 |
| 4    | Sporting Cristal     | 2   | 6 | 0 | 2 | 4 | 2  | 8  | -6   |  | Sporting Cristal           | 0-2 | 0-0 | 1-1 |     |

### Tableau final
|  | Huitièmes de finale  | Huitièmes de finale  | Huitièmes de finale |                      |   | Quarts de finale | Quarts de finale | Quarts de finale |  |  | Demi-finales | Demi-finales | Demi-finales |  |  | Finale                                                              | Finale |
|  |                      |                      |                     |                      |   |                  |                  |                  |  |  |              |              |              |  |  |                                                                     |        |
|  |                      |                      |                     |                      |   |                  |                  |                  |  |  |              |              |              |  |  | 29 octobre 2022 - Estadio Monumental Isidro Romero Carbo, Guayaquil |        |
|  |                      |                      |                     |                      |   |                  |                  |                  |  |  |              |              |              |  |  |                                                                     |        |
|  | Athletico Paranaense | 2                    | 1                   |                      |   |                  |                  |                  |  |  |              |              |              |  |  |                                                                     |        |
|  | Athletico Paranaense | 2                    | 1                   |                      |   |                  |                  |                  |  |  |              |              |              |  |  |                                                                     |        |
|  | Libertad             | 1                    | 1                   |                      |   |                  |                  |                  |  |  |              |              |              |  |  |                                                                     |        |
|  | Libertad             | 1                    | 1                   | Athletico Paranaense | 0 | 1                |                  |                  |  |  |              |              |              |  |  |                                                                     |        |
|  |                      |                      |                     | Athletico Paranaense | 0 | 1                |                  |                  |  |  |              |              |              |  |  |                                                                     |        |
|  |                      | Estudiantes La Plata | 0                   | 0                    |   |                  |                  |                  |  |  |              |              |              |  |  |                                                                     |        |
|  | Fortaleza            | Estudiantes La Plata | 0                   | 0                    | 1 | 0                |                  |                  |  |  |              |              |              |  |  |                                                                     |        |
|  | Fortaleza            |                      |                     |                      | 1 | 0                |                  |                  |  |  |              |              |              |  |  |                                                                     |        |
|  | Estudiantes La Plata | 1                    | 3                   |                      |   |                  |                  |                  |  |  |              |              |              |  |  |                                                                     |        |
|  | Estudiantes La Plata | 1                    | 3                   | Athletico Paranaense | 1 | 2                |                  |                  |  |  |              |              |              |  |  |                                                                     |        |
|  |                      |                      |                     | Athletico Paranaense | 1 | 2                |                  |                  |  |  |              |              |              |  |  |                                                                     |        |
|  |                      | Palmeiras            | 0                   | 2                    |   |                  |                  |                  |  |  |              |              |              |  |  |                                                                     |        |
|  | Emelec               | Palmeiras            | 0                   | 2                    | 1 | 0                |                  |                  |  |  |              |              |              |  |  |                                                                     |        |
|  | Emelec               |                      |                     |                      | 1 | 0                |                  |                  |  |  |              |              |              |  |  |                                                                     |        |
|  | Atlético Mineiro     | 1                    | 1                   |                      |   |                  |                  |                  |  |  |              |              |              |  |  |                                                                     |        |
|  | Atlético Mineiro     | 1                    | 1                   | Atlético Mineiro     | 2 | 0 (5)            |                  |                  |  |  |              |              |              |  |  |                                                                     |        |
|  |                      |                      |                     | Atlético Mineiro     | 2 | 0 (5)            |                  |                  |  |  |              |              |              |  |  |                                                                     |        |
|  |                      | Palmeiras            | 2                   | 0 (6)                |   |                  |                  |                  |  |  |              |              |              |  |  |                                                                     |        |
|  | Cerro Porteño        | Palmeiras            | 2                   | 0 (6)                | 0 | 0                |                  |                  |  |  |              |              |              |  |  |                                                                     |        |
|  | Cerro Porteño        |                      |                     |                      | 0 | 0                |                  |                  |  |  |              |              |              |  |  |                                                                     |        |
|  | Palmeiras            | 3                    | 5                   |                      |   |                  |                  |                  |  |  |              |              |              |  |  |                                                                     |        |
|  | Palmeiras            | 3                    | 5                   | Athletico Paranaense | 0 |                  |                  |                  |  |  |              |              |              |  |  |                                                                     |        |
|  |                      |                      |                     | Athletico Paranaense | 0 |                  |                  |                  |  |  |              |              |              |  |  |                                                                     |        |
|  |                      | Flamengo             | 1                   |                      |   |                  |                  |                  |  |  |              |              |              |  |  |                                                                     |        |
|  | Deportes Tolima      | Flamengo             | 1                   | 0                    | 1 |                  |                  |                  |  |  |              |              |              |  |  |                                                                     |        |
|  | Deportes Tolima      |                      |                     | 0                    | 1 |                  |                  |                  |  |  |              |              |              |  |  |                                                                     |        |
|  | Flamengo             | 1                    | 7                   |                      |   |                  |                  |                  |  |  |              |              |              |  |  |                                                                     |        |
|  | Flamengo             | 1                    | 7                   | Flamengo             | 2 | 1                |                  |                  |  |  |              |              |              |  |  |                                                                     |        |
|  |                      |                      |                     | Flamengo             | 2 | 1                |                  |                  |  |  |              |              |              |  |  |                                                                     |        |
|  |                      | Corinthians          | 0                   | 0                    |   |                  |                  |                  |  |  |              |              |              |  |  |                                                                     |        |
|  | Corinthians          | Corinthians          | 0                   | 0                    | 0 | 0 (6)            |                  |                  |  |  |              |              |              |  |  |                                                                     |        |
|  | Corinthians          |                      |                     |                      | 0 | 0 (6)            |                  |                  |  |  |              |              |              |  |  |                                                                     |        |
|  | Boca Juniors         | 0                    | 0 (5)               |                      |   |                  |                  |                  |  |  |              |              |              |  |  |                                                                     |        |
|  | Boca Juniors         | 0                    | 0 (5)               | Flamengo             | 4 | 2                |                  |                  |  |  |              |              |              |  |  |                                                                     |        |
|  |                      |                      |                     | Flamengo             | 4 | 2                |                  |                  |  |  |              |              |              |  |  |                                                                     |        |
|  |                      | Vélez Sarsfield      | 0                   | 1                    |   |                  |                  |                  |  |  |              |              |              |  |  |                                                                     |        |
|  | Vélez Sarsfield      | Vélez Sarsfield      | 0                   | 1                    | 1 | 0                |                  |                  |  |  |              |              |              |  |  |                                                                     |        |
|  | Vélez Sarsfield      |                      |                     |                      | 1 | 0                |                  |                  |  |  |              |              |              |  |  |                                                                     |        |
|  | River Plate          | 0                    | 0                   |                      |   |                  |                  |                  |  |  |              |              |              |  |  |                                                                     |        |
|  | River Plate          | 0                    | 0                   | Vélez Sarsfield      | 3 | 1                |                  |                  |  |  |              |              |              |  |  |                                                                     |        |
|  |                      |                      |                     | Vélez Sarsfield      | 3 | 1                |                  |                  |  |  |              |              |              |  |  |                                                                     |        |
|  |                      | Talleres             | 2                   | 0                    |   |                  |                  |                  |  |  |              |              |              |  |  |                                                                     |        |
|  | Talleres             | Talleres             | 2                   | 0                    | 1 | 2                |                  |                  |  |  |              |              |              |  |  |                                                                     |        |
|  | Talleres             |                      |                     |                      | 1 | 2                |                  |                  |  |  |              |              |              |  |  |                                                                     |        |
|  | Colón                | 1                    | 0                   |                      |   |                  |                  |                  |  |  |              |              |              |  |  |                                                                     |        |
|  | Colón                | 1                    | 0                   |                      |   |                  |                  |                  |  |  |              |              |              |  |  |                                                                     |        |